# デイビッド・ホワイト
デイビッド・ジョン・ホワイト（David John White、1991年5月22日 - ）は、南アフリカ共和国のファーストクラスクリケット選手。ウォリアーズ所属。
南アフリカ共和国クワズール・ナタール州ダーバン出身。ポート・エリザベスのグレイ高等学校を卒業。